# 제용감
제용감은 조선시대에 왕실에 필요했던 의복이나 식품을 관장하던 곳이다.

## 업무
왕실에서 쓰는 각종 직물·인삼의 진상과 국왕이 사용하는 의복 및 비단, 깁(명주실로 바탕을 조금 거칠게 짠 비단), 베, 채색입염(색을 입히고 물감을 들이는 일) 등에 관한 업무를 관장하였다. 

## 역사
조선 초기에는 고려 공양왕 때의 제용고를 답습하였으나 1409년(태종 9년) 관제개혁 때 제용감이라 개칭하여 1904년까지 존속되었다. 세조 7년인 1461년에는 염색 등을 담당하던 도렴서와 합쳐졌다. 경국대전에는 정3품관서로 명시되어 있었으나, 영조 이후에는 종5품관서로 격하되었다.

## 관원
관원으로는 정 1인, 부정 1인, 첨정 1인, 판관 1인, 주부 1인, 직장 1인, 봉사 1인, 부봉사 1인, 참봉 1인으로 되어 있었으나, 종5품관서로 격하된 뒤에는 정·부정·첨정 등이 혁파되었다. 그 아래에는 서원 20인과 고직 8인이 있었다.

## 폐지 이후
제용감 터에는 1906년 고종의 계비인 엄비의 지원으로 명신여학교가 설립됐고 1909년에는 중동중학교가 터 일부를 사용했다.